# Sonate K. 139
La sonate K. 139 (F.138/L.6) en ut mineur est une œuvre pour clavier du compositeur italien Domenico Scarlatti.

## Présentation
La sonate K. 139, en ut mineur, notée Presto et , est liée avec la sonate suivante dans le manuscrit de Venise. Dans le manuscrit de Parme, elle est couplée à la K. 49 qui la précède ; et dans le manuscrit de Madrid, elle forme une paire avec la K. 116.
La paire de Venise est de grande virtuosité, notamment des passages avec des ornements sur chaque note d'une gamme chromatique montante et des croisements de mains sur plusieurs mesures.

## Manuscrits
Le manuscrit principal est le numéro 13 du volume II de Venise (1754), copié pour Maria Barbara ; l'autre est Parme III 6. L'autre source est le numéro 19 du manuscrit Ayerbe de Madrid (E-Mc, ms. 3-1408).

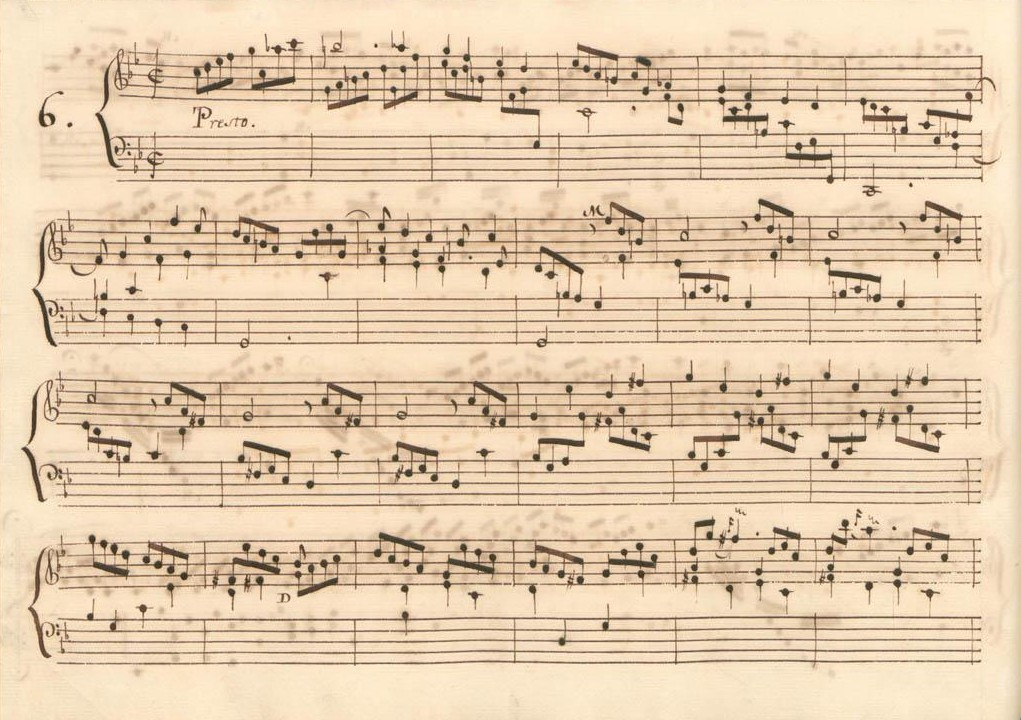
Parme III 6.
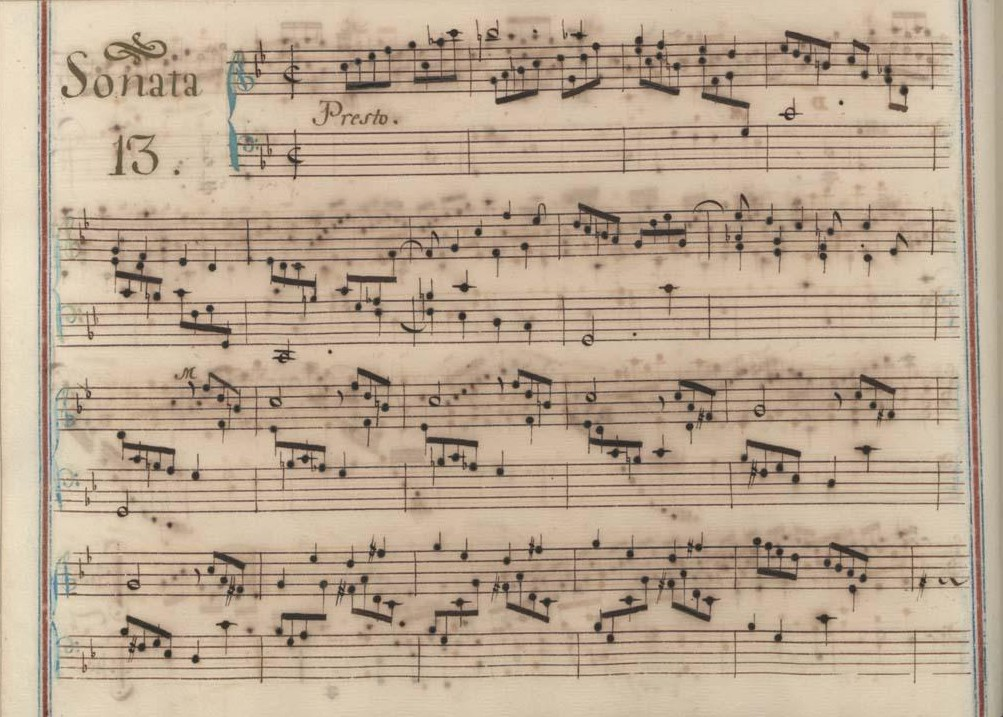
Venise II 13.
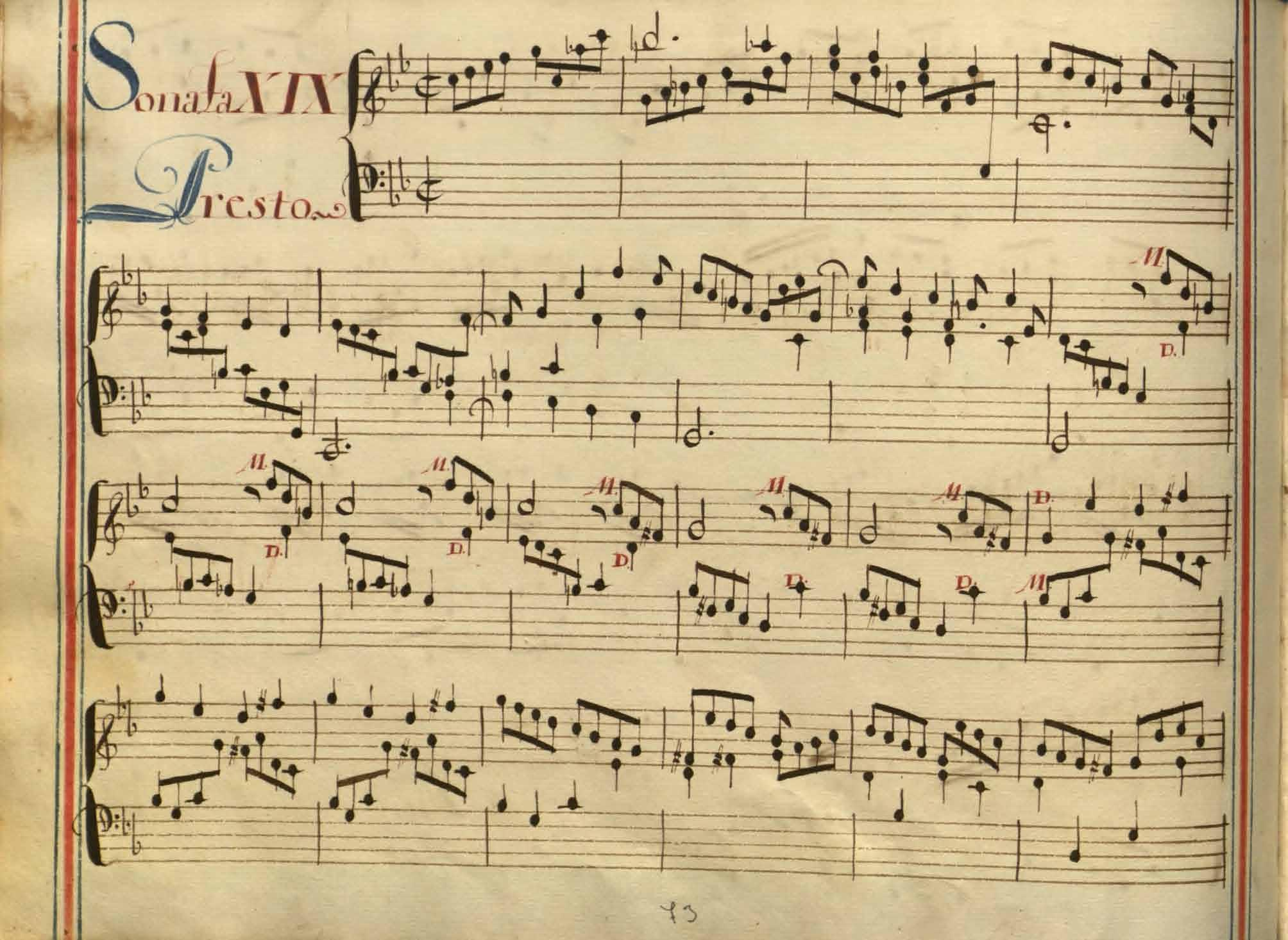
Madrid, 19.

## Interprètes
Au piano, la sonate K. 139 est défendue par Francesco Nicolosi (2007, Naxos, vol. 9), Carlo Grante (2009, Music & Arts, vol. 2) et au clavecin par Scott Ross (Erato, 1985), Pieter-Jan Belder (2000, Brilliant Classics) et Richard Lester (2001, Nimbus, vol. 1).

## Sources
: document utilisé comme source pour la rédaction de cet article.
- Ralph Kirkpatrick (trad. de l'anglais par Dennis Collins), Domenico Scarlatti, Paris, Lattès, coll. « Musique et Musiciens », 1982 (1re éd. 1953 (en)), 493 p. (OCLC 954954205, BNF 34689181).
- Alain de Chambure, « Domenico Scarlatti : Intégrale des sonates — Scott Ross », p. 188, Erato (2564-62092-2), 1985 (OCLC 891183737) .
- (es) Laura Cuervo Calvo, « El manuscrito Ayerbe : una fuente española de las sonatas de Domenico Scarlatti de mediados del siglo XVIII », Ad Parnassum, Ut Orpheus Edizioni, vol. 13, no 25,‎ avril 2015, p. 1–26 (ISSN 1722-3954, OCLC 1006521868, lire en ligne).